# Sobětičtí ze Sobětic
Sobětičí ze Sobětic byli starý český vladycký rod, který pocházel ze Sobětic u Klatov.

## Historie
V polovině 14. století se objevují bratři Jindřich, Ješek a Heřman. Jeden z jejich syn, Prokop, působil jako královský místopísař, další byl podkomořím pražského arcibiskupa. Během husitských válek příslušník rodu Sobětických zradil tábority, kteří mu za trest vytrhli jazyk. 
V 15. století nejprve přišli a později opět nabyli rodový majetek.
Oldřich bojoval jako rytmistr ve stavovské armádě, po porážce na Bílé hoře unikl trestu, rodinný majetek mu zůstal až do jeho smrti roku 1635. Záhy Sobětice přecházejí na jiné vlastníky, vladykové ze Sobětic jsou poté odkázáni pouze na vyženěný majetek. Drželi například Bernartice či Trhový Štěpánov.
Jan Antonín Sobětický ze Sobětic byl posledním a zároveň nejúspěšnějším příslušníkem rodu. Budoval vojenskou kariéru, postupoval od poručíka granátníků přes plukovníka až ke generálmajorovi, kterým se stal v roce 1795.
V 18. století již o nich nejsou zmínky.

## Erb
Erb měli rozdělený na horní červenou a dolní modrou (někdy také bílou) polovinu, kde byly rybí šupiny, které vypadaly jako kuličky.

## Příbuzenstvo
Spojili se s Rašíny z Rýzmburka, Bechyni z Lažan, vladyky z Turovce či pány z Bukova.